# バイドア
バイドア(ソマリ語: Baydhabo, アラビア語: بيدوا, 英語: Baidoa) は、ソマリアの都市。ソマリ語ではバイダボという。同国南西部の国境近くに位置し、エチオピアに続く交通・軍事の要衝。首都モガディシュから北西256kmに位置する。人口約80万人。
2002年に独立宣言した南西ソマリアの「首都」とされた。2005年にソマリア暫定連邦政府の首都機能が一時的に置かれた。2006年7月からはエチオピア軍が数千人規模で進駐した。一方、南西ソマリアの大部分を支配下に置いたイスラム法廷会議は、バイドアに対して執拗な攻勢をかけたが、同年12月の攻勢を機にエチオピア軍と戦闘になり、24日からエチオピア軍が本格介入すると、エチオピア軍と暫定政府軍がバイドアを拠点として首都モガディシュへ向け進軍、法廷会議を追撃した。
年間最高気温は29度Cから36度C、最低気温は19度Cから21度C。月間降水量は4月と5月および10月と11月に100mmを超え、それ以外は極端に少ない。

## 歴史

### 近代まで
バイドアから約50キロメートル東にあるブール・ヘイベ村には石器時代のものとみられる遺跡が残っている。
16世紀、バイドアはアジュラーン・スルタン国の一部だった。その政策は、エチオピア東部、北部のマレーグ、西部のケラフォ、南部のキスマヨなどの影響が見られる。
その後、バイドアはゲレディ・スルタン国の一部となった。ゲレディ・スルタン国は1908年にバイドアを含めてイタリア領ソマリランドに編入され、1910年に最後のサルタンが死んで滅亡した。

### ソマリア独立と内戦
1960年にソマリアが独立すると、バイドアはバイドア地区の行政中心地となった。
ソマリアでは1990年代に内戦が勃発する。バイドアは1995年9月、内戦初期に力を持っていた軍閥、統一ソマリ会議の支配下となる。
1996年1月、バイドアは別の軍閥ラハンウェイン抵抗軍の支配下となった。1999年にラハンウェイン抵抗軍は支配地域を大きく広げたため、バイドアの重要性も非常に増した。2002年、ラハンウェイン抵抗軍のリーダーハサン・ムハマド・ヌール・シャティガドゥドは、ラハンウェイン抵抗軍の支配地域の独立を宣言し、南西ソマリアと名乗った。バイドアは南西ソマリアの首都とされた。南西ソマリアの独立は、2000年に設立された暫定国民政府に対する反対運動でもあった。
2004年11月、南西ソマリア「大統領」のシャティガドゥドは、ソマリア暫定連邦政府への参加を表明。もっとも、この時点ではソマリア暫定連邦政府の拠点はソマリア国外であるケニアのナイロビにあった。
2005年1月にシャティガドゥドは暫定連邦政府の財務長官に任命され、それと共に南西ソマリアの解体が正式に決まった。さらに、バイドアはジョハールと共に、暫定連邦政府の臨時本拠地の候補となった。当初はジョハールに本拠地が置かれたが、バイドアの空港設備や運河などが強化され、その後にバイドアに移された。

### イスラム過激組織の支配下に

2006年12月にバイドア近郊で行われた、ソマリア暫定連邦政府・エチオピア連合軍と、イスラム法廷会議の戦い

2006年初頭から、イスラム過激団体「イスラム法廷会議」が急速に力を伸ばし、ソマリア南部の大半を占拠する。12月20日にはバイドア南東25キロメートルの地点まで迫るが、暫定連邦政府は隣国エチオピアに援軍を要請し、エチオピア国防軍が12月22日に公式にソマリアに侵入した（それまでにも非公式に侵入していたと言われる）。エチオピア軍はまたたくまにイスラム法廷会議を駆逐し、12月28日にはソマリアの旧首都モガディシュも奪還した。その間に、暫定連邦政府は支配地域の守りを固めた。2007年1月8日、暫定連邦政府大統領のアブドゥラヒ・ユスフは首都をバイドアからモガディシュに戻した。
2008年、ソマリア南部で別のイスラム過激団体『アル・シャバブ』が勢力を広げ、2008年末にはバイドアも支配下に入れた。2011年7月、国際連合児童基金（ユニセフ）がアル・シャバブ支配下のバイドアに支援物資を空輸している。

### 近年
2012年2月、ソマリア暫定連邦政府・エチオピア連合軍は、アル・シャバブからバイドアを奪還した。2012年8月に暫定政府は統治期間が終了し、翌月には内戦後初めて国際的に承認された正式政府が発足した。この政府は連邦制を採用しており、各州に強い自治権が認められることとなった。
2013年12月、バイドアにて、地元勢力と連邦政府との間で、ソマリア南西州の形態について話し合いが行われた。前連邦議会議長のシャリフ・ハッサン・シェイハ・アダンはベイ地区、バコール地区、下部シャベレ地区の3地区をまとめて一つの州とすることを提案。一方で大会主催者のマラク・アリ・シノ、元議員のマドベ・ヌロウ・モハメド、ベイ地区首長のアブディファター・ゲーセイは、ベイ地区、バコール地区、下部シャベレ地区、ゲド地区、中部ジュバ地区、下部ジュバ地区を一つの州とすることを提案。
2014年10月29日、バイドアにてハッサン・シェイク・モハムド大統領、モハメド・オスマン・ジャワリ連邦議会議長、国連のソマリア特使も参加した会議が行われ、南西州を暫定的にベイ地区、バコール地区、下部シャベレ地区から構成することが決まった。ただし、南西州の州都はバイドアではなく、下部シャベレ地区海岸部の都市ブラバになった。

## 人口統計
2000年時点で、バイドアには約157,500名が、バイドア地区には約227,800名が住んでおり、ソマリアで最も人口が集中している地域の一つである。人口の流動も多く、民族的にも文化的にも多様な地域である。
バイドアは、ソマリ族の氏族としてはラハンウェインが多く、話される言語はラハンウェインが良く使うソマリ語のマーイ方言である。バイドアはマーイ方言の中心地のひとつである。マーイ方言は文法も音韻も標準ソマリ語とかなりの違いがあり、相互に理解できないほどである。しかし、今日では、マーイ方言話者は標準ソマリ語も使える人が多い。

## 気候
バイドアはステップ気候（ケッペンの気候区分ではBSh）である。

## 教育
バイドアには大きな中学校があり、2008年には100名が卒業している。2012年時点で、いくつかの高等学校も設立が進められている。
バイドアには南ソマリア大学がある。2007年に学者や有識者による準備委員会が設立され、2008年8月に最初の生徒を受け入れた。大学は社会科学カレッジ、教育カレッジ、健康環境科学カレッジ、法学カレッジの4つから成る。バイドアは2008年末から2012年2月まで、イスラム過激組織『アル・シャバブ』の支配下となる。2012年3月、アルシャバブ統治期から学長を務めていたモナメド・アリ・カラーイが、暫定連邦政府軍に逮捕されている。2013年8月のヘリテージ政策研究所の報告によると、南ソマリア大学の財源の7割は自給、3割は外部支援である。

## 交通と輸送
バイドアには、標高463メートルのバイドア空港があり、滑走路は40メートル幅×3000メートル超でアスファルト製である。空港には燃料補給所、倉庫、ラジオ塔などを備える。

## 下部地区
バイドアは4つの下位地区から成る。
- Isha
- Horseed
- Berdaale
- Howlwadaag

## 出身者
- ハサン・ムハマド・ヌール・シャティガドゥド（英語版） - 軍閥ラハンウェイン抵抗軍の元リーダー、元財務長官。
- ヌルディン・ファラー – 小説家。